# Omnia mea mecum porto
Omnia mea mecum porto лат. (изговор: омнија меа мекум порто). Све своје са собом носим. (Бијас)

## Поријекло изреке
Она је латинизована изрека једног од седам старогрчких мудраца,  филозофа Бијаса. У вријеме када је  персијски цар Кир опсједао  Пријену     становници су бјежали вукући са собом  имовину, а једино је Бијас ишао без ичега. Када су га Кирови војници питали зашто он ништа не носи, одговорио је:
Све своје носим са собом!

## Значење
Бијас исказује да је његово једино богатство знање.

## Примјена данас
Употребљава се када се хоће нагласити да се не мари за материјалним вриједностима.